# Itamari
Itamari este un oraș în statul Bahia (BA) din Brazilia.